# Батько-засновник (Азімов)
«Батько-засновник» (англ. Founding Father) — науково-фантастичне оповідання американського письменника Айзека Азімова, вперше опубліковане у жовтні 1965 в журналі Galaxy Science Fiction. Увійшло до збірки «Купуємо Юпітер та інші історії» (1975).

## Сюжет
Пошуковий космічний корабель Галактичного корпусу, чиєю місією є відкриття нових планет придатних для колонізації людьми, зазнає аварії на чужій планеті. Команда виявляє, що атмосфера містить багато аміаку, що робить її непридатною для дихання, а ґрунт непридатним для рослин земного типу, які вони привезли для колонізації.
Оскільки вони не в змозі злетіти, екіпаж намагається зробити довкілля придатним для можливих майбутніх людських колоністів. Незважаючи на те, що вони витратили декілька років на це завдання, вони зазнають невдачі й один за одним вмирають від отруєння аміаком.
Останній живий член екіпажу хоронить всіх своїх колег на ділянці з земними рослинами, чим забезпечує каталізатор, який змінює довкілля, усуваючи з атмосфери і ґрунту надлишок аміаку.